# Vùng vịnh Tampa
Vùng vịnh Tampa (tiếng Anh: Tampa Bay Area) là một vùng ở tây trung bộ Florida tiếp giáp vịnh Tampa. Định nghĩa vùng này khác nhau. Nó thường được xem tương đương với Khu vực thống kê đô thị Tampa-St. Petersburg-Clearwater (hay MSA) theo định nghĩa của Cục điều tra dân số Hoa Kỳ. Theo ước tính của Cục này thì dân số vùng vịnh Tampa ước khoảng 4.228.855 người. vào thời điểm 1 tháng 7 năm 2008, là vùng đô thị đông dân thứ nhì ở Florida và là vùng đô thị đông dân thứ 19 ở Hoa Kỳ.